# Gustaf Skoglund
Carl Gustaf Skoglund, född 3 april 1923 i Ingelstad, Östra Torsås socken, Kronobergs län, död 8 oktober 2003 i Söndrum, Halmstad, var en svensk målare, tecknare och grafiker.
Han var son till byggmästaren Claes Skoglund och Anna Johansson och från 1949 gift med läraren Britt-Edit Ing-Marie Lindström. Efter att han varit verksam inom flera olika yrken bland annat som textilarbetare började han måla i slutet av 1940-talet och studerade för Bengt Blomqvist vid Konstgillets målarskola i Borås 1949–1951. Därefter följde studieresor till Spanien innan han helt slutade sin anställning och övergick till sitt konstnärskap 1953. Han vidareutbildade sig för Torsten Renqvist vid Valands målarskola i Göteborg 1956–1959 som ledde till en markant förändring av hans konst då den tidigare realistiska återgivningen ersattes av ett abstrakt måleri. Separat ställde han ut ett flertal gånger på Galleri Gustaf Skoglund i Halmstad och i Helsingborg, Varberg och Söndrum. Tillsammans med Jan-Erik Nilsson och Ivan Johansson ställde han ut i Växjö och tillsammans med Ulf Aschan och Stig Anå i Karlskrona samt tillsammans med Nils G Stenquist och Olle Agnell i Eslöv. Han medverkade i ett flertal samlingsutställningar med olika konstföreningar samt med gruppen Halmstadkonstnärer och Liljevalchs konsthalls Stockholmssalonger 1958–1966. 
Bland hans offentliga arbeten märks utsmyckningar för Växjö lasarett, Naturbruksgymnasiet i Ingelstad, Länssjukhuset i Halmstad. Han var en permanent medlem av Halmstads konstnärskoloni. I generationen närmast efter Halmstadgruppen var hans namn ett av dem som alltid nämndes tillsammans med mer eller mindre jämnåriga målarkolleger som Hardy Strid, Olle Agnell, Alvar Jonson, Nils Johanson och Hans Fagerström. Hans konst består av stilleben, expressionistiska landskap och modellstudier utförda i olja eller tempera. Skoglund är representerad vid Växjö museum, Borås konstmuseum, Hallands konstförening, Halmstads kommun och Stockholm stad.  